# TNT (álbum de TNT)
TNT es el primer álbum de la banda de Heavy metal TNT, lanzado en 1982 con una duración de 33:04 minutos.

## Temas
1. "Harley Davidson" (Dag Ingebrigtsen, Gustav Alfheim) – 4:05
2. "USA" (Ingebrigtsen, Ronni Le Tekrø, Alfheim) – 3:38
3. "Bakgårdsrotter" (Ingebrigtsen, Alfheim) – 3:15
4. "Etyde i Fuzz-Moll" (Tekrø) – 1:16
5. "Eddie" (Ingebrigtsen, Alfheim) – 4:47
6. "Showet Er I Gang" (Ingebrigtsen, Alfheim) – 3:36
7. "Pirrende Irene" (Ingebrigtsen, Alfheim) – 3:29
8. "Mafia" (Ingebrigtsen, Tekrø, Alfheim) – 3:07
9. "Eventyr" (Ingebrigtsen, Alfheim) – 3:42
10. "Varmt & Hardt" (Ingebrigtsen, Alfheim) – 4:05

## Personal
- Dag Ingebrigtsen – Voces
- Ronni Le Tekrø – Guitarra Principal
- Steinar Eikum – Bajo
- Morten "Diesel" Dahl – Batería, percusión

- Datos: Q1756975